# Bactérie lipophile

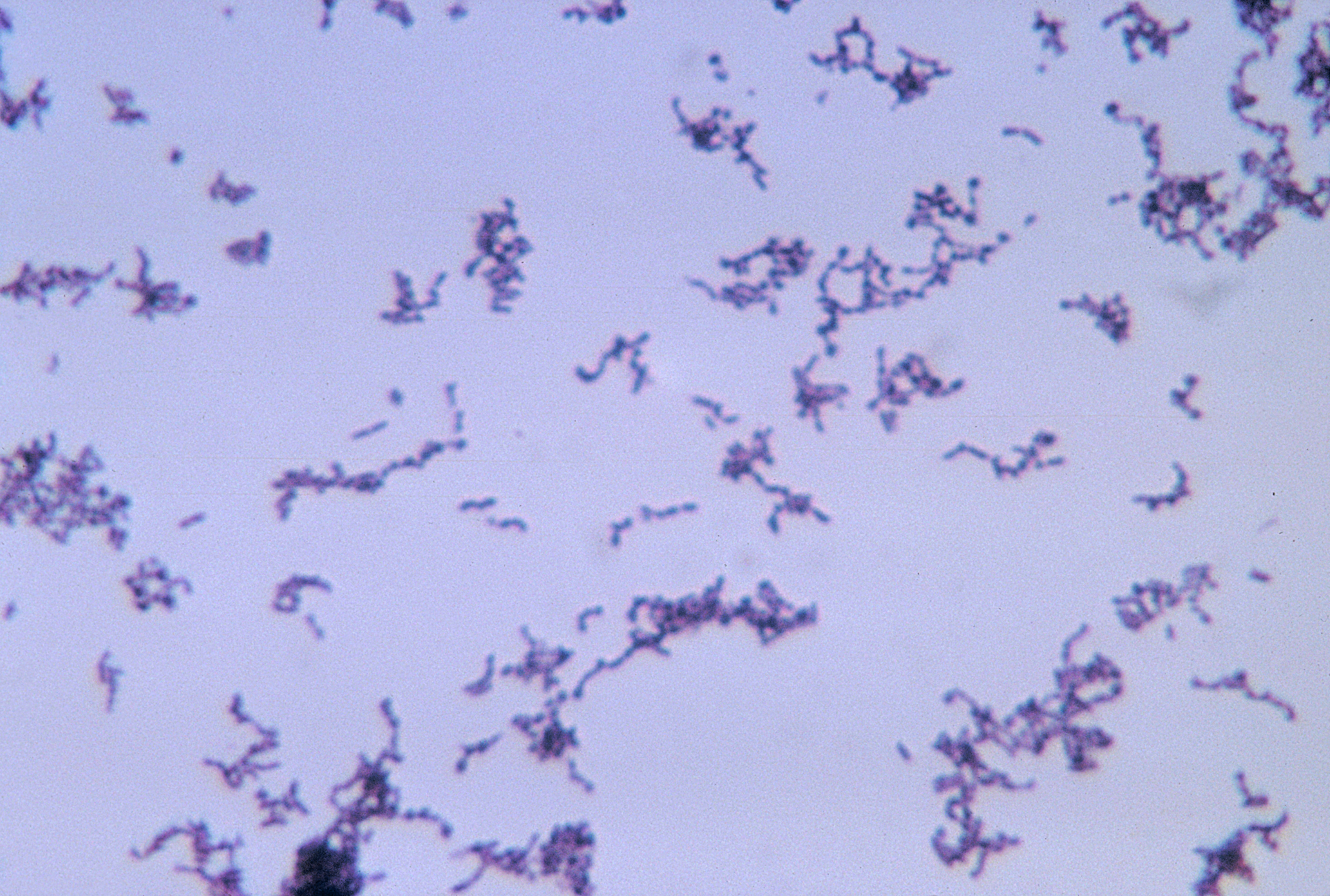
Cutibacterium acnes est une bactérie lipophile.

Les bactéries lipophiles sont des bactéries capables de proliférer en présence de  lipides.

## Types
Parmi elles, on compte les corynebactéries lipophiles.
Cutibacterium acnes est une bactérie lipophile qui rejette des acides gras et aggrave les comédons de l'acné.
Les bactéries lipophiles ne sont cependant pas pathogènes : elles ne créent pas d'intoxication alimentaire.

## Aspects évolutifs
En termes d'évolution, la lipophilie peut être considérée comme une adaptation du métabolisme à des habitats lipophiles. Certaines bactéries accélèrent seulement leur métabolisme en utilisant les lipides de leur environnement, mais d'autres ne peuvent pas proliférer sans apport de lipides. Certaines corynebactéries comme Corynebacterium uropygiale (en), par exemple, ont perdu leur capacité à produire certains acides gras. D'un côté, cela rend ces bactéries vulnérables aux changements de leur environnement, mais de l'autre, elles économisent l'énergie nécessaire à la synthèse de ces lipides.

## Risques sanitaires
La plupart des matériels dans les laboratoires et les centres de santé ont de petites quantités de lipides à leur surcface, ce qui peut favoriser la prolifération de bactéries lipophiles. Mais dans la mesure où elles ne sont pas pathogènes, cela ne représente pas un risque grave.
Les bactéries lipophiles peuvent aussi proliférer dans les graisses de la nourriture. C'est  cependant très rare dans l'industrie alimentaire et cause au pire une décoloration des graisses.

## Utilisation commerciales
Beaucoup de bactéries lipophiles sont de bonnes sources de tensioactifs, et utilisés commercialement, comme Bacillus licheniformis. Les tensioactifs biologiques qu'elles produisent peuvent remplacer des tensioactifs produits par synthèse chimique. Ils se dégradent naturellement plus facilement[réf. nécessaire].